# 寬胸癩頸龜屬
寬胸癩頸龜屬（學名：Myuchelys）是蛇頸龜科下的一個屬，該屬的龜主要棲息東部和北部澳大利亞以及新幾內亞的巴布亞省。而又多分佈在所分佈河流的支流和源頭，其學名Myuchelys的來由是土著語Myuna，意即淨水。 該屬的龜有短頸，以及完全分離出咽部的咽盾。

## 分類學歷史

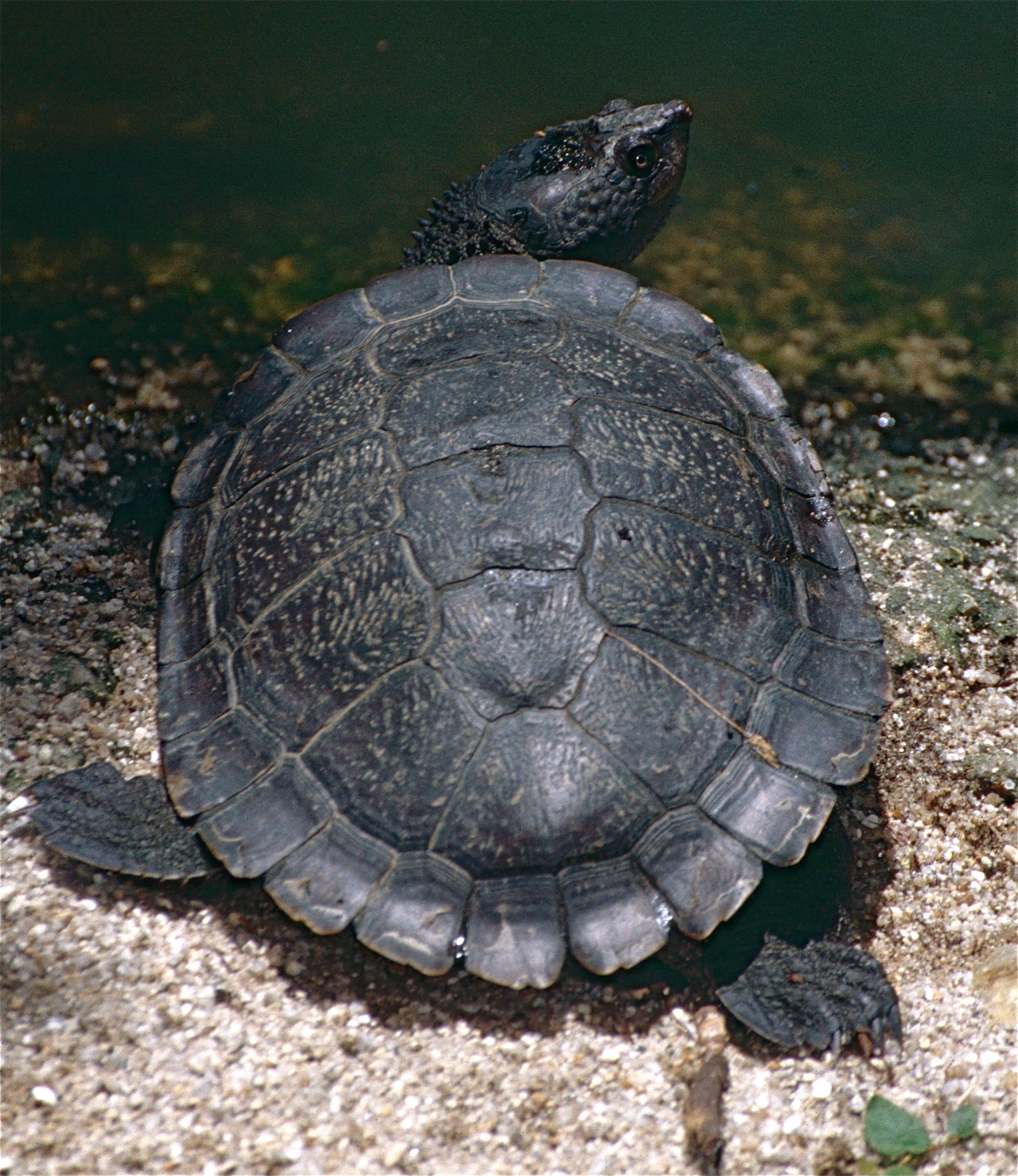
鋸齒癩頸龜

1844年，該屬下的貝氏癩頸龜被約翰·愛德華·格雷分到了南美洲的蟾頭龜科下 ，
直到1988年才被糾正。 貝林杰癩頸龜、寬胸癩頸龜和曼寧癩頸龜最初也都是在齿缘癞颈龟属下，後來才被測出屬於不同的進化枝。 其中寬胸癩頸龜經過多次反復及斟酌才被劃寬胸癩頸龜屬。
最早嘗試將這些龜劃到同一屬的人也是約翰·愛德華·格雷（1867年），當時稱作Euchelymys， 但是這個學名不久之後便被喬治·亞伯特·布蘭潔（1889年）定為了齿缘癞颈龟属的同義詞， 1929年被W·A·林霍爾姆永久棄用。
1897年，查理斯·沃爾特·德·維斯嘗試將其分入新屬Pelocomastes下， 但是隨後便被認為這樣做不正確，此學名也被定為齿缘癞颈龟属的次異名。
所謂的Wollumbinia是羅伯特·威廉·威爾斯在2007年建立的， 然而其論文違反了國際動物命名法規第8、9條協議以及薦則8D， 因而被判為不合法名。  現在的學名Myuchelys是2009年確定的。
曼寧癩頸龜則在2013年被發現仍然是並系群，因此提出了一個新的單系群的屬來處理此問題，所以曼寧癩頸龜被分到被描述的這一個新屬Flaviemys屬，成為Flaviemys屬底下唯一的物種曼寧癩頸龜（學名：Flaviemys purvisi）。